# Castello di Scalea
Das Castello di Scalea, auch Castello Normanno genannt, ist eine Burgruine normannischer Bauart aus dem 11. oder 12. Jahrhundert auf einem Felsvorsprung über dem Dorf Scalea in der italienischen Region Kalabrien. Heute kann man dort nur noch die Umfassungsmauern und einen Turm sehen.

## Geschichte
Im 11. oder 12. Jahrhundert ließen die Normannen eine Festung auf den Resten einer langobardischen Burg errichten. Später wurde sie von den Staufern, den Angioinern und den Aragonesen restauriert. Während der normannischen Herrschaft trafen sich die Brüder Roger und Robert de Hauteville dort, um die kalabrischen Territorien unter sich aufzuteilen. Nachdem aus der Burg eine Festung des Hauses Anjou geworden war, ließen die unterschiedlichen nachfolgenden Herren, die sich in der Herrschaft der Lehen der Gegend abwechselten, sie in ein privates Domizil umbauen. 1442 gehörte sie den Sanseverinos, fiel 1501 an die Caracciolos und 1556 an die Spinellis, wurde dann aber mit der Abschaffung des Feudalismus aufgegeben.
Zwischen den Ruinen wurde 1908 ein Trinkwasserbehälter, der erste in Scalea, gebaut.

## Bildergalerie

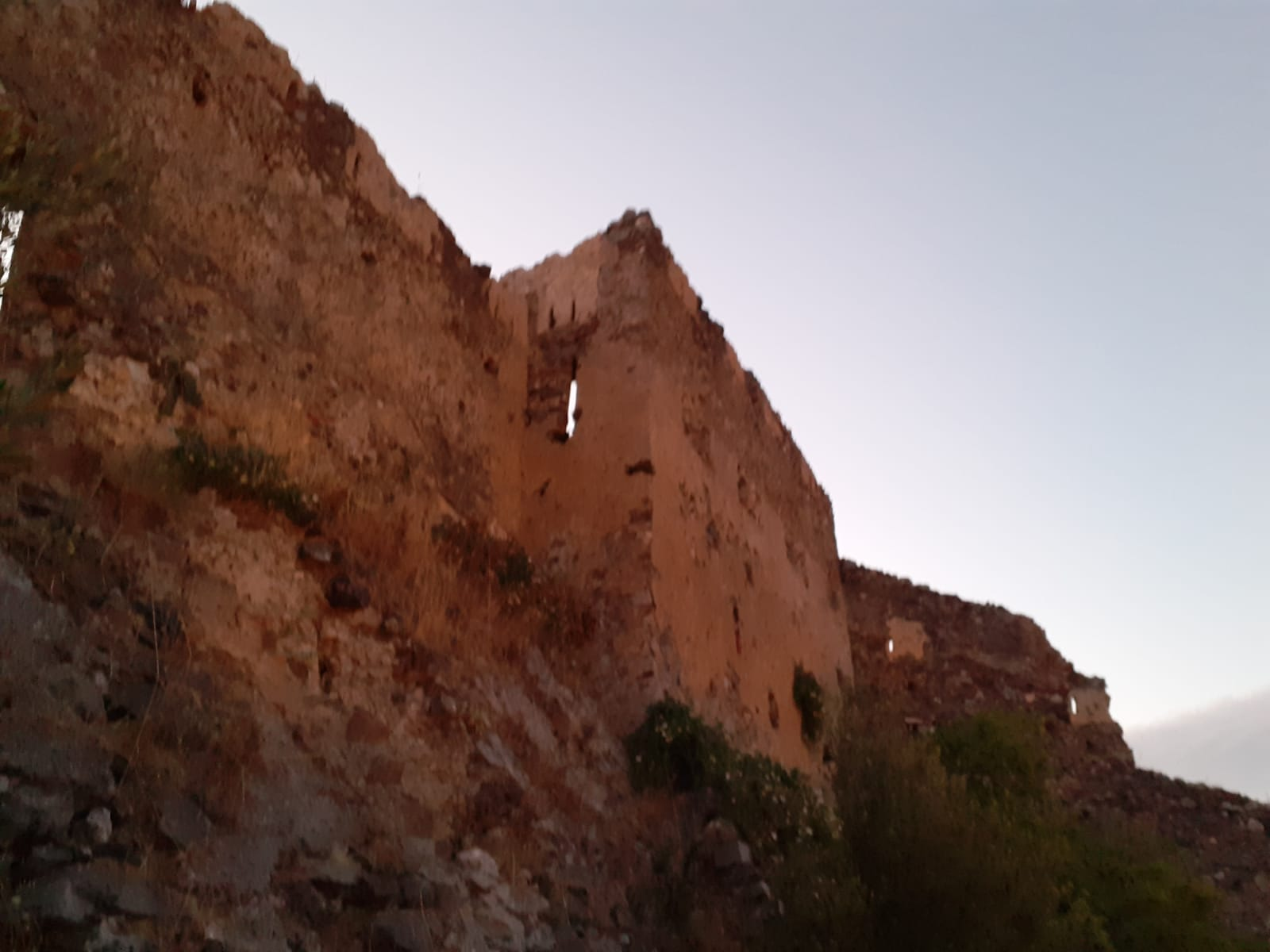
Die Reste der Burg von unten
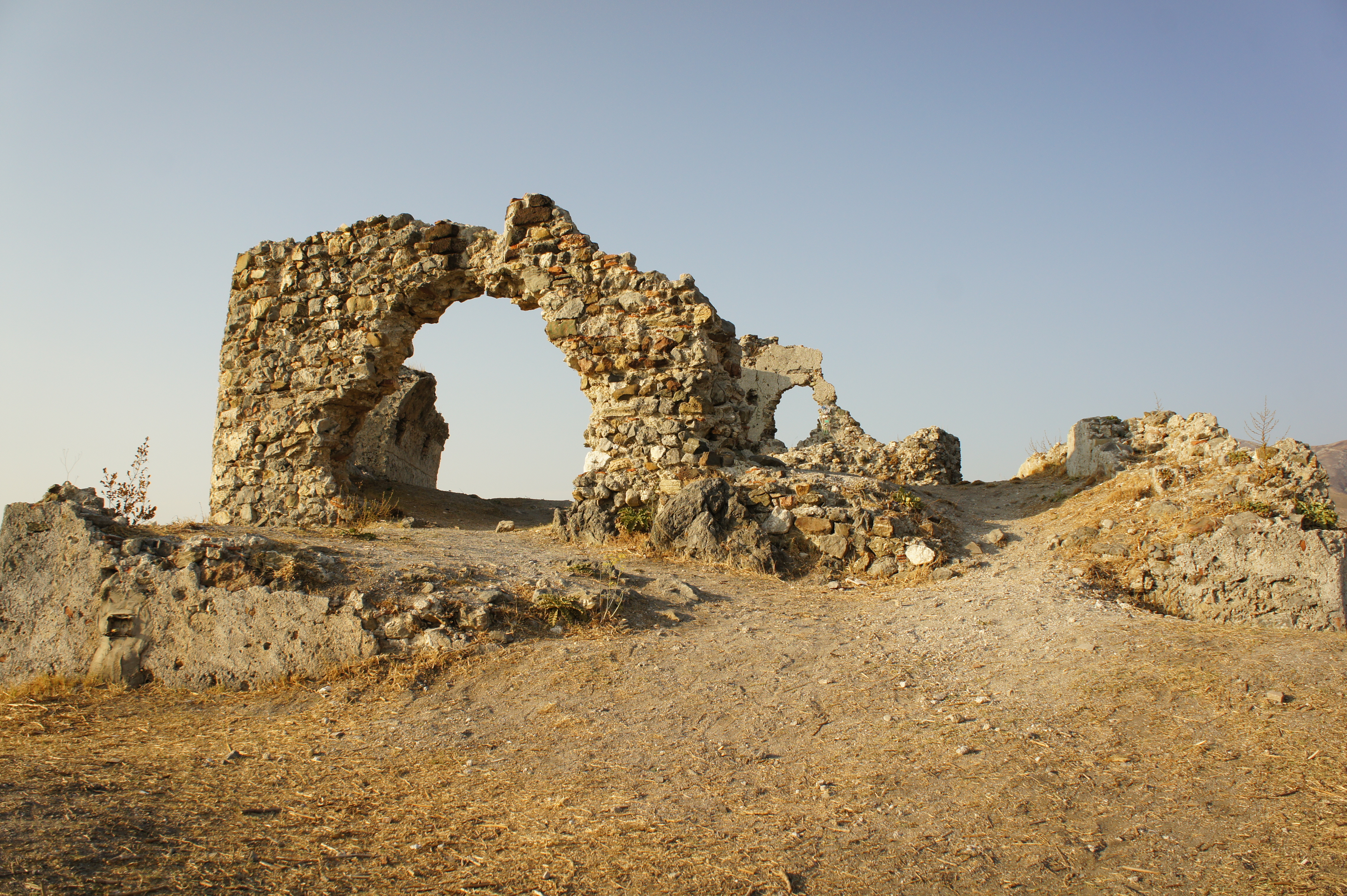
Reste auf dem Gipfel